# БСК Батайниця
Спортивний клуб «Батайниця» або просто БСК (серб. Фудбалски клуб БСК Батајница) — професійний сербський футбольний клуб з міста Батайниця, община Земун.

## Історія
БСК Батайниця було створено в 1925 році. Першим значним успіхом в історії клубу став вихід до Міжрегіональної Ліги Північ (на той час третій рівень футбольних змагань) в сезоні 1990/91 років. Протягом більшої частини 90-их років команда виступала в цьому змаганні. З 2000 по 2003 роки виступала в Сербській лізі Белград, потім до 2006 року виступала в Зональній лізі Белград, після чого вилетіла до Першої белградської ліги. Після цього до 2011 року виступала в цьому турнірі, але в тому ж 2011 році вилетіла до Другої Белградської ліги-Дунай. Проте незабаром повернулися до Першої белградської ліги, переможцями якої БСК став у сезоні 2014/15 років. З того часу виступав у цьому турнірі, допоки в сезоні 2015/16 років не став віце-чемпіоном Белградської зональної ліги й не здобув путівку до Сербської ліги Белград.
Найгучнішою перемогою в історії клубу стала звитяга над «Партизаном» у 1/16 фіналу кубку Югославії, яку команда здобула 31 липня 1996 року. У цьому сезоні БСК досяг свого найбільшого успіху в кубкових турнірах, дійшовши до 1/4 фіналу. Варто також відзначити той факт, що в 1/8 фіналу клуб з Батайниці здолав чорногорську «Будочност» у серії післяматчевих пенальті, після того як матчі в Батаниці та Подгориці не виявили переможця.

## Досягнення
- Перша Белградська ліга
  -  Чемпіон (1): 2014/15

- Белградська зональна ліга
  -  Срібний призер (1): 2015/16

## Уболівальники
В 1987 році була створена фанатська група найвідданіших вболівальників БСК під назвою «Дияволи Батаниці».

## Стадіон
Стадіон «Батаниця» раніше був відомий під назвою «Аеродром». Нещодавно його перейменували на честь клубу з Батайниці. Місткість стадіону — 2000 уболівальників.

## Відомі гравці
- Міралем Сулеймані
- Синиша Бранкович
- Джордже Чотра
- Радован Радакович
- Сініша Джурич
- Нікола Дрінчич
- Александар Маджар
- Вінсен Нгонганг